# Tignieu-Jameyzieu
Tignieu-Jameyzieu is een gemeente in het Franse departement Isère (regio Auvergne-Rhône-Alpes). De plaats maakt deel uit van het arrondissement La Tour-du-Pin. Tignieu-Jameyzieu telde op 1 januari 2022 7.944 inwoners. 

## Geografie
De oppervlakte van Tignieu-Jameyzieu bedroeg op 1 januari 2022 13,32 vierkante kilometer; de bevolkingsdichtheid was toen 596,4 inwoners per km².

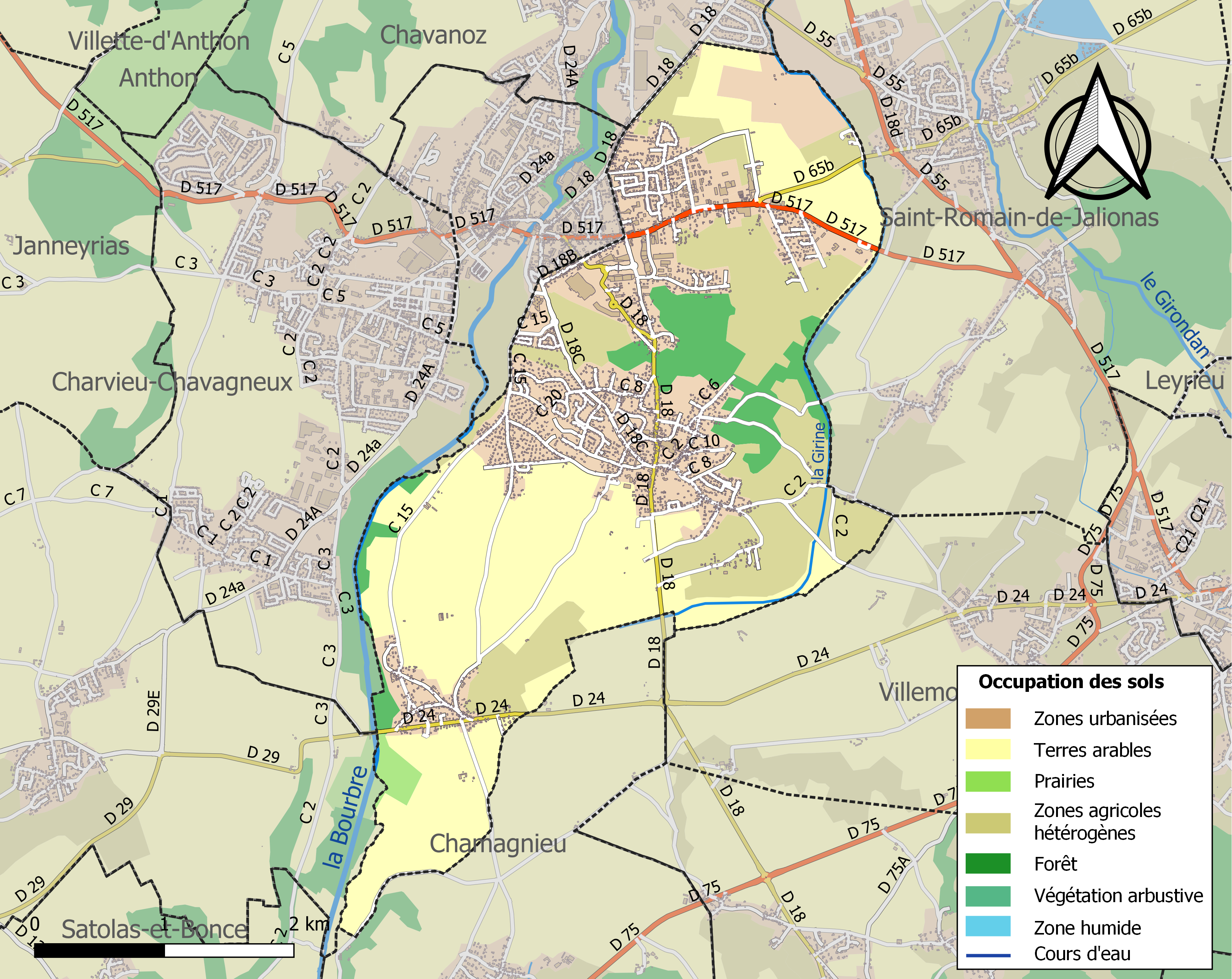
Kaart van de gemeente met de belangrijkste infrastructuur, bodemgebruik en omliggende gemeenten

## Demografie
Onderstaande figuur toont het verloop van het inwonertal (bron: INSEE-tellingen).